# Amina Alaoui
Amina Alaoui (en arabe : أمينة العلوي) est une chanteuse marocaine de musique classique arabo-andalouse. Elle chante en différentes langues : arabe, persan classique, haketia, espagnol et portugais.
Elle chante les chansons et la musique andalouse de la région d'Oujda.

## Biographie
Amina Alaoui est née en 1964 à Fès, au Maroc, au sein d'une famille aristocratique. Elle apprend à jouer du piano et est initiée à la musique classique occidentale par le chef d'orchestre Mohamed Abou Drar. Elle est également élève du conservatoire national de musique et de danse de Rabat de 1979 à 1981 avec les professeurs Ahmed Aydoun et Mohammed Ouassini. Elle étudie la danse moderne avec Marie-Odile Loakira et la danse classique avec Vera Likatchova.
Amina Alaoui a été élève au lycée Descartes de Rabat et a étudié la philologie et la linguistique arabe et espagnole à l'université complutense de Madrid puis à l'université de Grenade.

## Musique classique arabo-andalouse
Durant ses études à Grenade, Amina Alaoui effectue un travail de recherche sur les traditions musicales du Moyen-Orient et se spécialise en musique arabo-andalouse et plus spécifiquement la musique gharnati (de Grenade). En 1986, elle s'installe à Paris et continue son étude de la musique gharnati avec Rachid Guerbas et Ahmed Piro. Elle s'initie également au chant médiéval avec Henri Agnel et à la musique traditionnelle persane avec Djalal Akhbari. Elle décide par la suite d'exercer la musique en professionnelle.
En 2011, elle fait paraître l'album Arco Iris (ECM), passerelle entre les traditions musicales portugaise (fado), espagnole (flamenco), perse et arabo-andalouse (gharnati).

## Discographie
- Gharnati : Musique arabo-andalouse du Maroc (1995)
- Alcántara (1998)
- Gharnata Soul, Moroccan court music (2005, King Record - Japan)
- Gharnati : En Concert (2009)
- Siwan (2009, ECM) avec Jon Balke
- Arco Iris (2011, ECM)

### Collaborations
- Lluís Llach : Un Pont de Mar Blava (1993)
- Rachid Taha : Diwan (1998)
- Music From The Heart Of The World: Sounds True Anthology (2000)
- Women's Sacred Chants (2003)
- Rachid Taha : Diwan Live in Concert (2005)